# Marechal Thaumaturgo
Marechal Thaumaturgo est une ville brésilienne du sud-ouest de l'État de l'Acre. Sa population était estimée à 8 362 habitants en 2006. La municipalité s'étend sur 7 744 km2. Le maire actuel de Marechal Thaumaturgo est un indigène de la tribu Ashaninka, Isaac Piyãko, qui est le frère du leader Benki Piyãko.

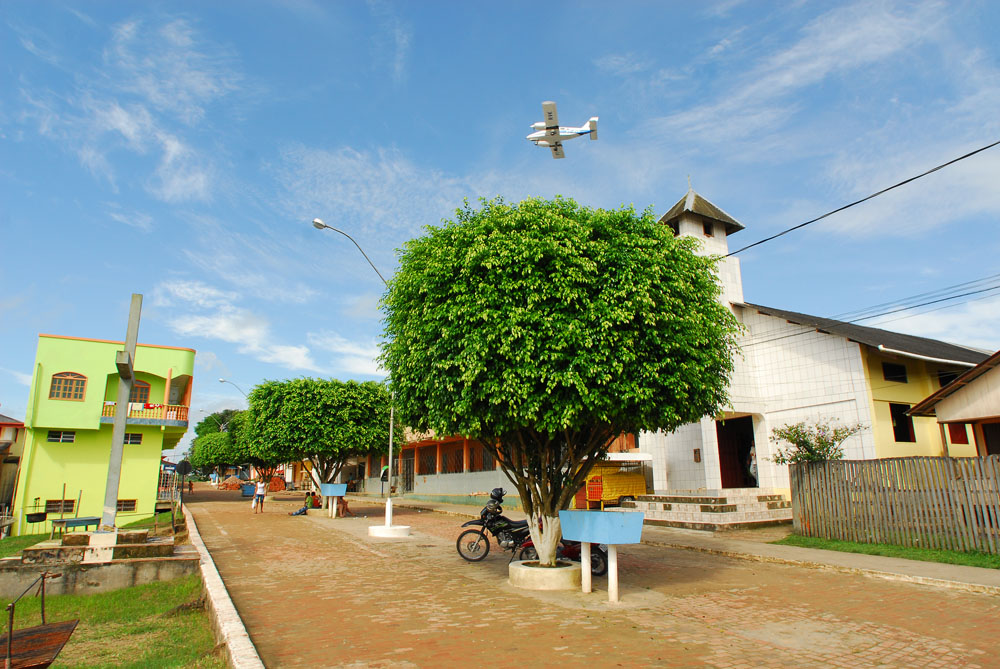

## Liste des maires
| Période | Période  | Identité             | Étiquette | Qualité |
| ------- | -------- | -------------------- | --------- | ------- |
| 2009    | 2012     | Itamar Pereira de Sá | PT        |         |
| 2016    | En cours | Isaac Piyãko         | PMDB      |         |